# Donnacona (Canada)
Donnacona è un comune del Canada, situato nella provincia del Québec, nella regione di Capitale-Nationale.